# Molécula de adesão celular neuronal

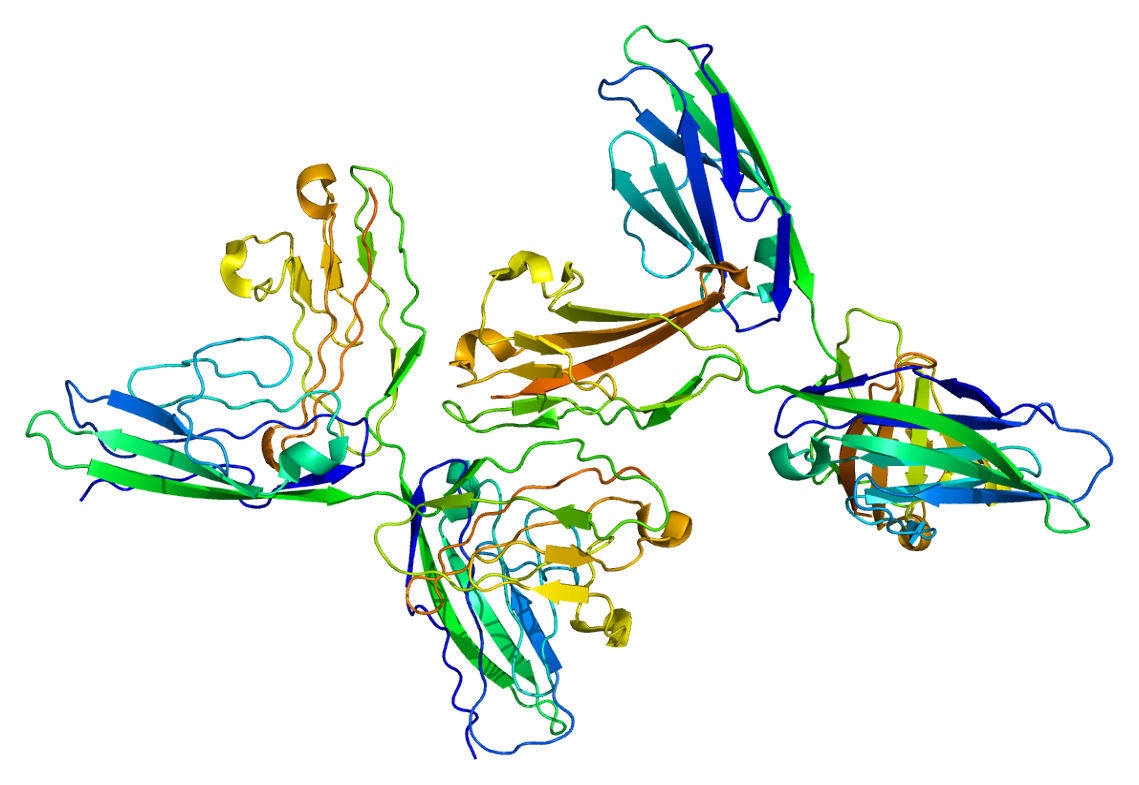
NCAM1

A molécula de adesão celular neuronal (NCAM, também como o grupamento de diferenciação CD56) é uma glicoproteína de ligação homofílica expressa na superfície de neurônios, células da glia, músculo esquelético e células NK. Tem-se relacionado o NCAM a um papel na adesão célula-célula, crescimento de neuritos, plasticidade sináptica, aprendizado e memória.

## Modificação pós-traducional
O NCAM exibe glicoformas, pois pode ser modificado pós-traducionalmente pela adição de ácido polissialico (PSA) ao quinto domínio Ig, o que se acredita anular suas propriedades de ligação homofílica e pode levar à redução da adesão celular, importante na migração e invasão celular. O PSA tem se mostrado fundamental na aprendizagem e na memória. A remoção do PSA do NCAM pela enzima endoneuraminidase [en] (EndoN) demonstrou abolir a potencialização de longo prazo (LTP) e a depressão de longo prazo (LTD).